# Nycheuma nilotica
Nycheuma nilotica är en insektsart som beskrevs av Rauno E. Linnavuori 1973. Nycheuma nilotica ingår i släktet Nycheuma och familjen sporrstritar. Inga underarter finns listade i Catalogue of Life.